# Japanci
Japanci su narod nastanjen u Japanu na sjeverno-pacifičkim otocima Honshu, Hokkaido, Kyushu i Shikoku. Na otocima živi preko 120,000,000 pripadnika ovog etnolingvistički izoliranog naroda, ali oni su popisani u još 38 država. Najviše ih ima van Japana u:  Sjedinjenim Državama (1,340,000), Južnoj Koreji (952,000),  Brazilu (403,000),  Peruu (129,000), i u ostalim državama po nekoliko desetaka tisuća; na Falklandskom otočju (20 pripadnika). Japanci su sebe i svoj jezik kroz povijest razvijali bez nekih utjecaja sa strane, što ih po kulturi, običajima i jeziku čini različitima od ostalih skupina.

## Nastanak japanskog naroda (rana povijest)
Kultura Japanaca odvijala se samostalnije nego ona na susjednoj Koreji, gdje je bila pod znatnim utjecajem Kine. Ainu su još u VII. Stoljeću naseljavali cijeli Honshu (Hondo) i otoke sjeverno od njega, tek su ih u kasnijim stoljećima otuda otjerali preci suvremenih Japanaca, koji su se na Hokkaidu učvrstili tek u XIX. stoljeću. Pošto je Japansko otočje izolirano, a nemaju rude (koja je na njega došla dosta kasno), ovdje možemo govoriti tek o kamenom,  kameno-brončanom i brončano-željeznom dobu. Bronca nije imala samostalnog razdoblja pretpovijesne kulture. Godine 1931. otkriveno je na južnom Honshu grubo tesano oruđe zajedno s kostima izumrlih slonova Elephas antiquus i Loxodonta namadicus, ostaci pripadaju bez sumnje kulturi naroda Ainu. Tek novim useljavanjem na južni Honshu javlja se kultura yayoi, čije je žarište Kyushu i južni Honshu, gdje su nađene hrpe ljusaka. Ovaj narod sadio je proso i rižu, a poznavali su i pitome konje i svinje. Pljosnatih četverobridnih sjekira ima posvuda. Najstariji brončani predmeti uvezeni su iz Kine u ranom razdoblju Han, odnosno u posljednjim stoljećima prije Krista.  Glineno posuđe je po obliku i ornamentima jednostavnije od keramike jômon, tehnički savršenije i srodno korejskoj. Narodi Yayoi porijeklom je s južno-kineske obale. 
Japansko legendarno doba počinje 660. prije Krista, kada je Jimmu Tennô, potomak božice sunca i predak carske kuće osnovao prijestolnicu na Hondo, ono je potrajalo (službeno) do 400. iza Krista. 

## Život i običaji
Većina Japanaca živi u 'nuklearnim' obiteljima, a tek 20% proširenim obiteljima ie, koja se sastoji od tri generacije,  praroditelja, roditelja i djece. Ženidba se kod njih odvija, po želji, bez miješanja roditelja. Obitelji Japanaca, poznati su kao vrijedni radnici, često se uz redovan posao (u biznisu ili industriji), kao sekundarnim aktivnostima bave i farmerstvom. Ženi je kod kuće posao na zemlji glavna preokupacija. Uz tradicionalni uzgoj [riže] drže i stoku a usput se bave i ribarenjem. Riža i riba, moglo bi se reći glavna su hrana Japanaca. 
Danas Japanci nose zapadnjačka odijela, no žena se kod njih na cesti često može vidjeti u tradicionalnom kimonu. 
Kuće ruralnog Japana rađene su od drvene konstrukcije a pregradni zidovi su od papira. Što je najvažnije, one su odlično prilagođene ovom trusnom području. 
Igra sjena, naročiti izdanak kazališta koji je osobito procvao na Javi,  pa se raširio po velikom području na zapad, bio je raširen i na Japanu. U osebujnoj kulturi Japana značajno mjesto pripada cvjetnim aranžmanima 'ikebana', čajnim ceremonijama 'cha-no-yu ', kaligrafiji, lutkarstvu i kazalištu No i 'Kabuki'. U 'no'-kazalištu, porijeklom iz 14. stoljeća igraju maskirani igrači. 
Sport je veoma popularan među Japancima.
Japanci su danas uglavnom šintoisti i budisti. Budizam je u Japan uvezen u VI. stoljeću.